# R·保羅·巴特勒
羅伯特·保羅·巴特勒（英語：Robert Paul Butler，1960年4月—）是一名美國天文學家，也是卡內基科學研究所的科學人員，專門搜尋太陽系外行星。
截至2020年11月，他和他的團隊已經發現了一半以上繞著鄰近恆星運行的行星。他在都卜勒光譜學方面的開創性工作備受矚目，該方法通過測量恆星及其軌道行星之間引力所引起的「擺動」來檢測擁有軌道行星的恆星。

## 早年生活和教育
巴特勒於1960年4月出生在加利福尼亞州聖地牙哥。小時候，他就對天文學感興趣。14歲時，他製作了一台8英寸反射式望遠鏡，開始觀察行星和恆星。他對早期的天文學家和宇宙學家如伽利略·伽利萊和焦爾達諾·布魯諾非常著迷，他們敢於推測多重世界，而當時這些想法被認為是異端。1977年，身為高中生的他在參加學校的暑期科學課程時，學會了軌道計算的技巧。
巴特勒繼而獲得舊金山州立大學文學士（物理學，1985年）、理學士（化學，1986年）和碩士（物理學，1989年）學位，並與傑佛瑞·馬西一起完成碩士論文。在這段期間，他開始設計一個非常靈敏的光譜儀，尋求透過偵測母恆星徑向速度的變化來偵測太陽系外行星。
巴特勒於1993年在馬里蘭大學計算機、數學和自然科學學院獲得天文學博士學位。

## 職業生涯
當巴特勒還在攻讀他的碩士學位時，他和馬西開發了一套光譜儀器，能夠偵測到行星對其主恆星的微小引力效應。透過一個含有分子碘的玻璃吸收池來觀察他們所測量的星光，他們獲得了一組參考光譜線，其精確度足以鑑定恆星擺動所引起的光波變化。完成博士學位後，巴特勒回到舊金山州立大學與馬西共事。1993年至1997年間，巴特勒在該大學擔任研究科學家，並在加州大學柏克萊分校擔任客座研究員。
1995年，馬西和巴特勒利用他們的都卜勒速度測量設備，確認了米歇爾·麥耶和迪迪埃·奎洛茲所發現的第一顆真正的系外行星，即飛馬座51b。它的特徵出乎研究人員的意料之外，因此研究人員重新檢視了他們的假設和資料。
1996年，馬西和巴特勒成為第一個發現新行星系的美國人，這顆行星繞著東上將增一運轉。這顆行星是利用利克天文台的C·唐納德·謝恩望遠鏡所做的徑向速度測量偵測到的。他們接著發現了前100顆系外行星中的70顆。
1997年，巴特勒成為澳洲天文台的職員天文學家，領導英澳行星搜尋計劃。經過三十年對系外行星的研究，幾乎沒有發現類似太陽系的系統。
1999年起，巴特勒在卡內基科學研究所擔任科學人員。截至2001年，他明確的目標是「勘測150光年範圍內所有2,000顆類似太陽的恆星。」

## 榮譽
馬西和巴特勒分享了許多獎項，包括1997年國際天文學聯合會的首屆生物天文獎章。2001年，巴特勒和馬西獲得美國國家科學院頒發的亨利·德雷伯獎章，「以表彰他們透過高精度徑向速度對繞其他恆星運行的行星進行的開創性研究。」。由馬西、巴特勒、史蒂文·沃格特和黛布拉·費舍爾組成的卡內基行星搜尋小組於2002年獲得美國太空學會和行星學會頒發的卡爾·薩根獎。2002年，巴特勒與馬西和沃格特一起獲得美國天文學會的比阿汀斯·廷斯利獎。馬西和巴特勒在2003年被《發現》雜誌評為「年度太空科學家」。
2011年，巴特勒當選為美國文理科學院院士，以表彰他開發精密都卜勒速度技術的工作，這是觀察繞鄰近恆星運行的行星的「迄今為止最精確的方法」，也表彰他多次發現這類恆星。巴特勒在改變 「我們看待我們在宇宙中的位置的方式」方面發揮了「核心作用」。